# 油田

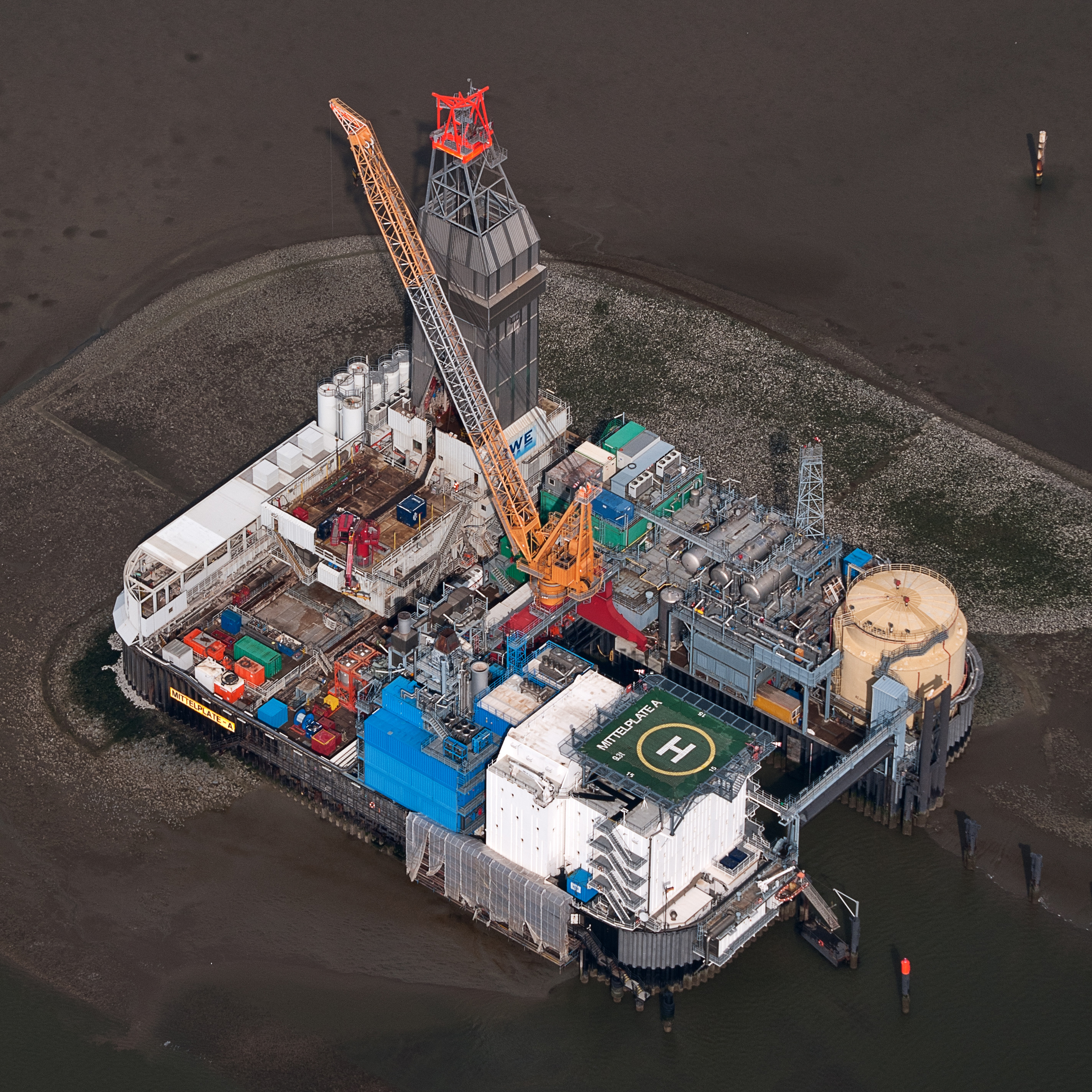

油田指由单一构造控制下的同一面积范围内的一组油藏的组合，經由人工開採之後成為油田。油田一般會有開採及輸油兩類設備。油田最嚴重的災害是火災。全世界的油田，以中東地區分布最廣儲量最大。此外在南美洲北部和东南沿海，西非和西南非，北非部分地区，北海，美国得克萨斯州和阿拉斯加州，中亚和西西伯利亚平原广泛分布。
油田上的石油出口稱為油井。